# Meir Feinstein
Meir Feinstein (1929 - 21 de abril de 1947) fue un miembro del Irgún que fue herido mientras realizaba un ataque contra los trenes militares en Jerusalén y fue posteriormente capturado por las fuerzas de seguridad para luego ser sentenciado a muerte por las autoridades británicas de Palestina. Poco tiempo antes de que se llevara a cabo la ejecución, él y su camarada Moshe Barazani se suicidaron en su celda haciendo explotar una granada oculta en una naranja. La historia de Feinstein y Barazani se convirtió en uno de los relatos de heroísmo más famoso del movimiento sionista. El último comandante del Irgún y primer ministro israelí Menájem Beguin se sintió tan conmovido por la acción de estos dos personajes, que pidió ser enterrado junto a sus tumbas en el Monte de los Olivos.
Justo antes de su muerte, Feinstein le dio al guardia de la cárcel, Thomas Henry Goodwin (a quien Barazani apodaba amablemente "el buen carcelero"), una copia de la Biblia, escrita en hebreo e inglés, cuyo preámbulo escrito a mano por él dice lo siguiente: "En la sombra de las tinieblas, 21/4/47. Al soldado británico que está de guardia. Antes de que vayamos al cadalso, acepte esta Biblia como un recuerdo de que nosotros nos mantenemos con dignidad y marchamos con dignidad. Es mejor morir con un arma en la mano antes que vivir con las manos levantadas en rendición. Meir Feinstein". Luego pidió un momento de privacidad para rezar, para que de esta manera Goodwin se retirara y evitara ser herido por la explosión que se produciría como resultado del estallido de la granada. En el 2007, el hijo mayor de Thomas Goodwin, Dennis Goodwin, donó la Biblia que Feinstein le había regalado a su padre al Museo de los Prisioneros Clandestinos en Jerusalén, en el marco de una ceremonia conmemorativa por las seis décadas transcurridas desde aquel suceso.
Cuando Feinstein fue condenado a la horca en abril de 1947 por un tribunal militar británico, pronunció un discurso acusador contra las autoridades del Mandato, difundido pocos años después por Menajem Beguin en su libro "La Revuelta":

"Oficiales del ejército invasor: un régimen basado en cadalsos, esa es la imagen que vosotros tenéis de este país, predestinado a servir de faro para la humanidad. Vuestra ceguera os hace creer que a través de un régimen así podréis conseguir quebrar el espíritu de nuestro pueblo. Pero muy pronto comprenderéis vuestro error, descubriréis que tenéis que quebrar acero, acero templado por el amor y el odio; amor a la patria y la libertad, y odio al invasor.
Debéis estar realmente ciegos. ¿No veis acaso contra quién tendréis que luchar? ¿Pensáis asustarnos a nosotros, acostumbrados a escuchar el chirrido de las ruedas de los coches en que transportaban a nuestros hermanos y hermanas, y a lo mejor de nuestro pueblo, a las cámaras de la muerte? A nosotros, que nos venimos repitiendo: por qué el destino nos dejó vivos en esta tierra y nos trató diferentemente a tantos de nuestros hermanos en Europa.
Y la respuesta para ello es solo una: seguimos viviendo, pero no para hacerlo temiendo un nuevo Treblinka o agachando la cabeza ante nuestro verdugo. Quedamos con vida para asegurar que la vida, el honor y la libertad será nuestro próximo destino, el de nuestra nación en su totalidad y el de la generación que tiene que nacer. Quedamos con vida para impedir que aquél horror se repita y suceda lo que pueda llegar a suceder bajo vuestro régimen de terror y sangre.
Aprendimos nuestra lección y pagaremos caro por ella. Pero hemos aprendido que hay un modo de vida que es peor que la muerte y que hay una muerte que es prerrequisito para la vida. Si no sois capaces de ver que esta es una nación que no tiene otra cosa que perder más que los hierros de la esclavitud y la opresión, nada más que la "esperanza" de otro Majdanek, entonces debéis estar enceguecidos por la Providencia que quiere haceros compartir el destino de todos los grandes imperios que lucharon contra el pueblo judío. Asiria, Babilonia, Atenas, Roma, España y Alemania trataron antes que ustedes y fracasaron. Vosotros compartiréis su tumba.
Eso es todo lo que quería deciros, a vosotros, oficiales británicos y a vuestros superiores. Quería deciros que fracasaréis al igual que Hitler. Que recuperaremos la dignidad robada al pueblo de Israel. En cuanto a nosotros, sabemos muy bien como todo ello va en camino de terminarse. Sabemos que nuestro pueblo será libre y que sus opresores se verán obligados a retirarse con vergüenza. Estamos en calma, más aún, somos felices. Pues no hay mayor felicidad para una persona, que saber con certeza que contribuye a la realización de un gran ideal.
Oíd, oficiales británicos, repetidlo a vuestros superiores, que están ciegos y no ven la inscripción en la pared, decidles que en este país ha nacido una nueva generación, de las cenizas de la Shoá ha nacido una nueva generación de judíos que ama la vida, pero ama mucho más la libertad, una generación que terminará con la tiranía nazi-británica, una generación que dejará de temer a sus perseguidores, una generación que enfrentará a sus enemigos y no se encerrará en guetos, una generación que conquistará su independencia al precio de su vida. Con sangre y fuego Judea cayó; con sangre y fuego Judea se levantará. Y el Dios que ayudó a David a vencer a Goliat, ayudará a los descendientes de David... ¡Viva el pueblo judío! ¡Viva la patria judía! ¡Viva la libertad!"